# آشفتگی و پخش
در رمزنگاری، آشفتگی و پخش دو خصیصه از عملیات یک رمز امن هستند که بوسیلهء کلود شانون در رسالهء «تئوری ارتباط سیستم‌های محرمانه» که در سال ۱۹۴۹ منتشر شد معرفی شدند.
در تعاریف اصلی Shannon، آشفتگی به هرچه بیشتر پیچیده و درگیر کردن ارتباط میان کلید و متن رمزی اشاره دارد؛ پخش به این خصیصه اشاره دارد که افزونگی‌های آماری متن رمز نشده در خصیصه‌های آماری متن رمزی پخش میگردد. به بیان دیگر، عدم یکنواختی در توزیع حروف (و جفت‌هایی از حروف همسایه) در متن رمز نشده باید به داخل عدم یکنواختی توزیع ساختارهای بسیار بزرگتر متن رمزی که آشکاری‌سازی آن بسیار دشوارتر است توزیع مجدد گردند.
پخش بدان معناست که بیتهای خروجی باید به یک شکل بسیار پیچیده به بیتهای ورودی وابسته باشند. در یک رمز با پخش خوب، اگر یک بیت از متن رمز نشده تغییر داده شود، متن رمزی باید به صورت کامل و به یک شکل غیرقابل پیش‌بینی یا شبه تصادفی تغییر کند. بخصوص، برای یک ورودی تصادفی، اگر بیت i ام تغییر داده شود، سپس احتمال اینکه بیت خروجی j ام تغییر کند باید برابر ۵۰% باشد -- به این خصیصه به اصطلاح معیار بهمنی اکید گفته می‌شود. به صورت کلی تر، ممکن است نیاز باشد که تغییر یک مجموعهء ثابت از بیت‌ها باعث تغییر هر بیت خروجی با احتمال ۵۰% شود.
یک هدف آشفتگی این است که حتی درصورتی‌که یک نفر مقدار زیادی از جفت‌های متن ورودی و متن رمزی خروجی را که با یک کلید یکسان رمز شده اند در اختیار داشته باشد، خیلی سخت باشد که بتواند کلید را پیدا کند. بنابراین هر بیت از متن رمزی باید به تمام کلید وابسته باشد، و به روش‌های مختلف بر بیت‌های مختلف کلید. بخصوص، تغییر یک بیت از کلید باید موجب تغییر کامل متن رمزی شود.
ساده‌ترین راه برای دست یافتن به هردوی آشفتگی و پخش استفاده از یک شبکه جانشینی جایگشت است. در این سیستم‌ها، متن رمز نشده و کلید اغلب یک نقش خیلی مشابه در تولید خروجی دارند، بنابراین یک مکانیزم یکسان است که نسبت به هردوی آشفتگی و پخش اطمینان می‌دهد.